# Monsalupe
Monsalupe es un municipio y localidad española de la provincia de Ávila, en la comunidad autónoma de Castilla y León.

## Geografía
Rodeado por cerros, montes, grandes encinares, pinares, tierras de cultivo de trigo, cebada, girasol y bosque de ribera, se sitúa a  tal solo 15 km de la capital provincial, con la cual limita su término municipal, a 126 km de Madrid y 85 km de Salamanca.
Limita al sur con Ávila capital y Bularros;al oeste con Aveinte al este con Cardeñosa y Peñalba de Ávila; y al norte con Las Berlanas y San Juan de la Encinilla. Su término municipal tiene una superficie de 17,5 km². 
Pertenece a la Comarca de Ávila, situándose en el límite natural entre las últimas laderas la Sierra de Ávila y las primeras de la Alta Moraña.

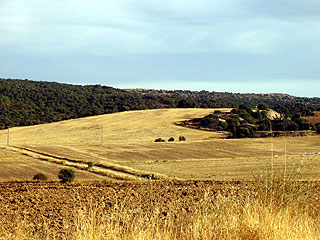
Paisaje de Monsalupe.

### Comunicaciones
- Desvío: km 13 de la carretera Nacional Ávila-Salamanca.
- Autovía Ávila-Salamanca. Salida Las Berlanas - Peñalba de Ávila.
- Estación Monsalupe del ferrocarril Ávila-Salamanca.

## Historia
La fecha de fundación original es desconocida por el momento. La Comarca fue habitada por celtas vetones en época prerromana. Se sabe que el pueblo inicial estaba situado a 1,5 km(la herrada descubierta en 2006) de donde hoy permanece el municipio y que se trasladó en el siglo XV como consecuencia de una invasión de hormigas en el terreno donde estaba situado el poblado inicial.
En el año 2006 las obras de restauración de un puente sobre la vía férrea Ávila-Salamanca desenterraron un cementerio medieval con 27 tumbas de origen cristiano primitivo y que se estima datan del siglo XI y el XVI en la zona conocida como “El Egido” correspondiente al poblado de La Rath, que será declarado “yacimiento arqueológico”.
También se encontraron monedas y restos de cal utilizada en el Medievo durante los periodos de plagas para impedir el contagio. No se destaca la existencia de más restos cerca de la necrópolis.
Los cuerpos encontrados, así como las monedas, pasarán a formar parte de los fondos arqueológicos del Museo de Ávila.

## Demografía
Monsalupe cuenta con una población de 59 habitantes (INE 2024).
| Gráfica de evolución demográfica de Monsalupe entre 1842 y 2021                                                       |
| |
| Población de derecho según los censos de población del INE. Población de hecho según los censos de población del INE. |

Este enclave rural representa el típico pueblo castellano casi y cada vez más despoblado como consecuencia de la migración a otras zonas más industrializadas como Barcelona, Bilbao, Valladolid y sobre todo Madrid, en donde residen normalmente la mayoría de los habitantes que pueblan este pueblo durante los meses de verano y Semana Santa; prueba de ello esta en que durante estos periodos del año su población residente se multiplica notablemente, hasta alcanzar los 500 habitantes aproximadamente.
Durante los años 1970 y 1980 la juventud del pueblo se vio obligada a emigrar a las grandes ciudades donde se encontraba el trabajo, lo que hizo que Monsalupe, al igual que muchos pueblos del interior tradicionalmente ganaderos y agricultores, quedaran cada vez más despoblados.
Actualmente Monsalupe está habitado por una anciana población que solo queda maquillada durante los meses de verano, puentes y Semana Santa, con la llegada de jóvenes descendientes afincados en Madrid, Ávila y, en menor medida, Valladolid, Barcelona y Bilbao.

## Toponimia
Monsalupe es un nombre en latín que en castellano significa monte de lobos "monte(monsa)-(lupe)lobo", seguramente debido a la existencia de lobos en la zona en otros tiempos. (Aun hoy quedan algunos ejemplares).

## Patrimonio
- Iglesia de San Pablo, siglo XV.
- Ermita municipal.
- Montecillo de Monsalupe.
- Molinillos del Cerro de Costa Morena.

## Monumentos y lugares e interés
Monsalupe es un singular lugar que ofrece amplias zonas para el descanso y el disfrute de bellos paisajes a solo 14 km de la capital provincial y a una hora y cuarto de Madrid. Límite natural entre las comarcas de Sierra y La Moraña, Monsalupe destaca sobre otros pueblos de la zona por disponer de amplias zonas arboladas(montaña y encinares)que hacen del municipio un lugar único y hermoso para descansar, respirar aire puro y pasar un agradable día de campo. Recomendando para este fin "Los Molinillo". (Nombre con el que se denomina a una zona dentro del término municipal de Monsalupe, caracterizada por estar enclavada en un pequeño valle rodeado de vegetación: pinos, encinas y chopos y por el que en la época húmeda está dividido por un arroyo que bordea lo que hoy queda de un viejo molino que da nombre a este singular lugar.)

## Cultura

### Costumbres
Aunque apenas hay jóvenes en el pueblo, la actividad agrícola y ganadera todavía es importante, destacando el cuidado de ovejas y el cultivo de girasol, trigo y otros cereales.
También es habitual presenciar como los mayores del lugar pasan su tiempo cultivando hortalizas, realizando matanzas con las que se hacen chorizos y salchichones o jugando tranquilamente la partida al mus, tute o brisca.
Otra costumbre típica es la de pasear todas las tardes que las condiciones meteorológicas lo permiten, y así dialogar tranquilamente con amigos y vecinos de la localidad.
Durante las fiestas de verano, se realiza un campeonato municipal de calva con gran número de participantes y partidas muy apasionadas.
Destacada mención merece citar la recolección de setas durante el otoño y la de zarzamoras en verano.

### Fiestas
- Patronales: 2 de octubre.
- De verano: semana del 15 al 21 de agosto.